# Oleg Stepanov
Oleg Sergejevitj Stepanov (russisk: Олег Сергеевич Степанов; født 10. december 1939 i Moskva, død 27. februar 2010 smst.) var en sovjetisk judoka og europamester.

## Sportskarriere
Stepanov begyndte at dyrke sambobrydning i 1954 og blev hurtigt en af Sovjetunionens bedste i denne sport. I 1950'erne og begyndelsen af 1960'erne var alle de sovjetiske ressourcer fokuseret på sambo, men mange af sambokæmperne dyrkede også judo med succes. Da denne sportsgren kom på det olympiske program første gang i 1964 i Tokyo, stillede Stepanov op i letvægtsklassen (mindre end 68 kg), og han kom uden problemer videre fra indledende runde, hvorpå han sejrede i kvartfinalen. I semifinalen kom han op mod forhåndsfavoritten, japaneren Takehide Nakatani, der kastede Stepanov to gange og vandt kampen. Han vandt senere guld over schweizeren Eric Hänni, mens Stepanov som tabende semifinalist fik bronze sammen med sin landsmand, Ārons Boguļubovs.
Stepanov fik desuden bronze ved VM i judo 1965 i letvægt og EM-guld 1965 i samme vægtklasse og året efter i 70 kg-klassen. Desuden var han med til at vinde fire europæiske holdmesterskaber (1963-1966).
Han vandt også seks sovjetiske mesterskaber i sambo.

## Videre karriere
Efter at han indstillede sin aktive karriere arbejdede han en årrække som sambo- og judoinstruktør i CSKA Moskva.